# Kavaklı, Çatalzeytin
Kavaklı là một xã thuộc huyện Çatalzeytin, tỉnh Kastamonu, Thổ Nhĩ Kỳ. Dân số thời điểm năm 2008 là 62 người.